# Kosloduj (Insel)
Die Insel Kosloduj (bulgarisch Остров Козлодуй; Transkription: Ostrov Kozloduj) ist eine Donauinsel im Norden Bulgariens an der Grenze zu Rumänien. 

## Geografie
Die Insel befindet sich unmittelbar nördlich der Kleinstadt Kosloduj und des Kernkraftwerks Kosloduj am Donaukilometer 695,8. Kosloduj ist 7,5 km lang und zwischen 0,5 und 1,6 km breit. Die Insel hat eine Fläche von 6,1 km² und liegt drei bis vier Meter über dem Wasserspiegel der Donau. Sie ist die zweitgrößte bulgarische Donauinsel nach Belene.
Kosloduj liegt auf der rechten Seite der Donau, deren Fahrrinne nördlich verläuft. Das bulgarische Flussufer ist 200 m entfernt und nur mit dem Boot erreichbar. In unmittelbarer Nähe liegt die Insel Kopaniza (bulg. Остров Копаница).

## Sonstiges
Auf der Insel wachsen Pappeln, zudem finden sich Nistplätze von Wildgänsen und Wildenten. Mit Booten fahren Bauern Vieh zum Weiden auf die Insel. Außerdem werden hier Mais und Wassermelonen angebaut.   